# Partido Evangélico Suíço
O Partido Evangélico Suíço (em alemão: Evangelische Volkspartei der Schweiz EVP; em francês, Parti évangelique suisse PEV; em italiano, Partito Evangelico Svizzero PEV; em romanche, Partida evangelica da la Svizra, PEV) é um partido político suíço protestante

## Posições políticas
O EVP é conservador em questões como a eutanásia, aborto, união de facto e outras questões tipicamente cristãs, centrista em questões económicas e de centro-esquerda em questões de redistribuição de riqueza, educação, ambientalismo e imigração. Entre outras coisas, afirma ser "dedicado a proteger o meio ambiente por um senso de responsabilidade pela Criação" e afirma que "os valores éticos da Bíblia devem ser a base da sociedade".

## Resultados Eleitorais

### Eleições legislativas
| Data | CI.  | Votos  | %           | +/-     | Conselho dos Estados | +/-     | Conselho Nacional | +/-     |
| ---- | ---- | ------ | ----------- | ------- | -------------------- | ------- | ----------------- | ------- |
| 1919 | 8.º  | 6 031  | 0,8 / 100,0 |         | 0 / 44               |         | 1 / 189           |         |
| 1922 | 9.º  | 6 306  | 0,9 / 100,0 | Estável | 0 / 44               | Estável | 1 / 198           | Estável |
| 1925 | 8.º  | 6 888  | 0,9 / 100,0 | Estável | 0 / 44               | Estável | 1 / 198           | Estável |
| 1928 | 8.º  | 5 618  | 0,7 / 100,0 | 0,2     | 0 / 44               | Estável | 1 / 198           | Estável |
| 1931 | 8.º  | 8 454  | 1,0 / 100,0 | 0,3     | 0 / 44               | Estável | 1 / 187           | Estável |
| 1935 | 12.º | 6 780  | 0,7 / 100,0 | 0,3     | 0 / 44               | Estável | 1 / 187           | Estável |
| 1939 | 11.º | 5 726  | 0,9 / 100,0 | 0,2     | 0 / 44               | Estável | 0 / 187           | 1       |
| 1943 | 10.º | 3 627  | 0,4 / 100,0 | 0,5     | 0 / 44               | Estável | 1 / 194           | 1       |
| 1947 | 9.º  | 9 072  | 0,9 / 100,0 | 0,5     | 0 / 44               | Estável | 1 / 194           | Estável |
| 1951 | 9.º  | 9 559  | 1,0 / 100,0 | 0,1     | 0 / 44               | Estável | 1 / 196           | Estável |
| 1955 | 9.º  | 10 581 | 1,1 / 100,0 | 0,1     | 0 / 44               | Estável | 1 / 196           | Estável |
| 1959 | 9.º  | 14 038 | 1,4 / 100,0 | 0,3     | 0 / 44               | Estável | 2 / 196           | 1       |
| 1963 | 9.º  | 15 690 | 1,6 / 100,0 | 0,2     | 0 / 44               | Estável | 2 / 200           | Estável |
| 1967 | 8.º  | 15 728 | 1,6 / 100,0 | Estável | 0 / 44               | Estável | 3 / 200           | 1       |
| 1971 | 10.º | 42 778 | 2,1 / 100,0 | 0,5     | 0 / 44               | Estável | 3 / 200           | Estável |
| 1975 | 10.º | 37 959 | 2,0 / 100,0 | 0,1     | 0 / 44               | Estável | 3 / 200           | Estável |
| 1979 | 7.º  | 40 744 | 2,2 / 100,0 | 0,2     | 0 / 46               | Estável | 3 / 200           | Estável |
| 1983 | 9.º  | 40 837 | 2,1 / 100,0 | 0,1     | 0 / 46               | Estável | 3 / 200           | Estável |
| 1987 | 11.º | 37 265 | 1,9 / 100,0 | 0,2     | 0 / 46               | Estável | 3 / 200           | Estável |
| 1991 | 10.º | 38 681 | 1,9 / 100,0 | Estável | 0 / 46               | Estável | 3 / 200           | Estável |
| 1995 | 10.º | 34 071 | 1,8 / 100,0 | 0,1     | 0 / 46               | Estável | 2 / 200           | 1       |
| 1999 | 8.º  | 35 679 | 1,8 / 100,0 | Estável | 0 / 46               | Estável | 3 / 200           | 1       |
| 2003 | 6.º  | 47 838 | 2,3 / 100,0 | 0,5     | 0 / 46               | Estável | 3 / 200           | Estável |
| 2007 | 8.º  | 56 748 | 2,4 / 100,0 | 0,1     | 0 / 46               | Estável | 2 / 200           | 1       |
| 2011 | 8.º  | 48 789 | 2,0 / 100,0 | 0,4     | 0 / 46               | Estável | 2 / 200           | Estável |
| 2015 | 8.º  | 47 355 | 1,9 / 100,0 | 0,1     | 0 / 46               | Estável | 2 / 200           | Estável |
| 2019 | 8.º  | 50 317 | 2,1 / 100,0 | 0,2     | 0 / 46               | Estável | 3 / 200           | 1       |

### Eleições para o Conselho Federal
| Data | Conselheiros Federais | +/-     |
| ---- | --------------------- | ------- |
| 1919 | 0 / 7                 | Estável |
| 1920 | 0 / 7                 | Estável |
| 1922 | 0 / 7                 | Estável |
| 1925 | 0 / 7                 | Estável |
| 1928 | 0 / 7                 | Estável |
| 1929 | 0 / 7                 | Estável |
| 1931 | 0 / 7                 | Estável |
| 1934 | 0 / 7                 | Estável |
| 1935 | 0 / 7                 | Estável |
| 1939 | 0 / 7                 | Estável |
| 1940 | 0 / 7                 | Estável |
| 1943 | 0 / 7                 | Estável |
| 1944 | 0 / 7                 | Estável |
| 1947 | 0 / 7                 | Estável |
| 1950 | 0 / 7                 | Estável |
| 1951 | 0 / 7                 | Estável |
| 1953 | 0 / 7                 | Estável |
| 1954 | 0 / 7                 | Estável |
| 1955 | 0 / 7                 | Estável |
| 1958 | 0 / 7                 | Estável |
| 1959 | 0 / 7                 | Estável |
| 1961 | 0 / 7                 | Estável |
| 1962 | 0 / 7                 | Estável |
| 1963 | 0 / 7                 | Estável |
| 1965 | 0 / 7                 | Estável |
| 1966 | 0 / 7                 | Estável |
| 1967 | 0 / 7                 | Estável |
| 1969 | 0 / 7                 | Estável |
| 1971 | 0 / 7                 | Estável |
| 1973 | 0 / 7                 | Estável |
| 1975 | 0 / 7                 | Estável |
| 1977 | 0 / 7                 | Estável |
| 1979 | 0 / 7                 | Estável |
| 1982 | 0 / 7                 | Estável |
| 1983 | 0 / 7                 | Estável |
| 1984 | 0 / 7                 | Estável |
| 1986 | 0 / 7                 | Estável |
| 1987 | 0 / 7                 | Estável |
| 1989 | 0 / 7                 | Estável |
| 1991 | 0 / 7                 | Estável |
| 1993 | 0 / 7                 | Estável |
| 1995 | 0 / 7                 | Estável |
| 1998 | 0 / 7                 | Estável |
| 1999 | 0 / 7                 | Estável |
| 2000 | 0 / 7                 | Estável |
| 2002 | 0 / 7                 | Estável |
| 2003 | 0 / 7                 | Estável |
| 2006 | 0 / 7                 | Estável |
| 2007 | 0 / 7                 | Estável |
| 2008 | 0 / 7                 | Estável |
| 2009 | 0 / 7                 | Estável |
| 2010 | 0 / 7                 | Estável |
| 2011 | 0 / 7                 | Estável |
| 2015 | 0 / 7                 | Estável |
| 2017 | 0 / 7                 | Estável |
| 2018 | 0 / 7                 | Estável |
| 2019 | 0 / 7                 | Estável |